# Anna-, Maria en Antonius-Abtkapel

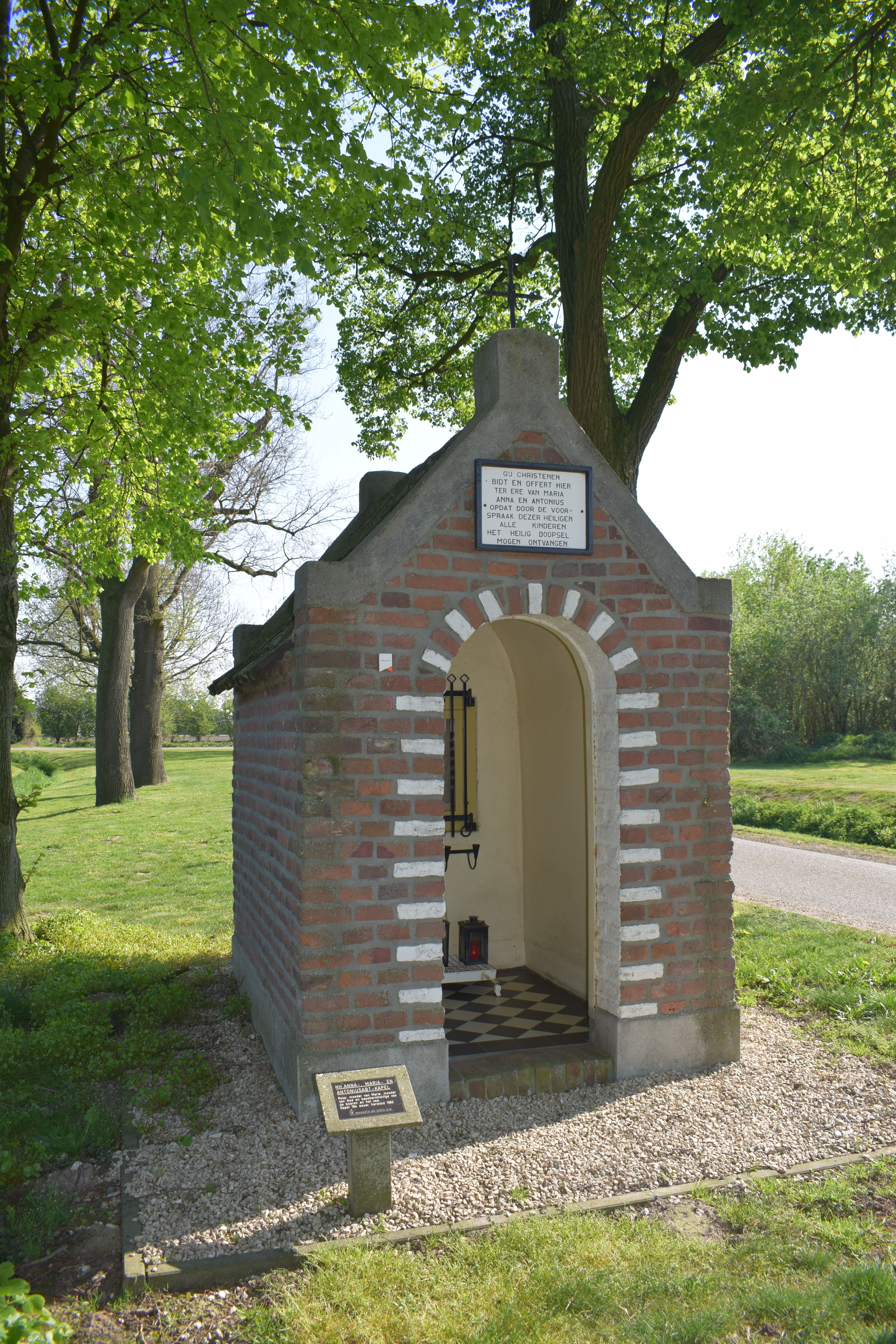
Anna-, Maria en Antonius-Abtkapel

De Anna-, Maria en Antonius-Abtkapel is een kapel in Leunen in de Nederlands Noord-Limburgse gemeente Venray. De kapel staat in een strook grasveld langs de Scheiweg op ongeveer een kilometer ten zuidwesten van het dorp Leunen. Rond de kapel staan er vier lindebomen.
De kapel is gewijd aan Anna, Maria en Antonius van Egypte.

## Geschiedenis
In de 19e eeuw werd de kapel gebouwd.
Op 21 januari 1970 werd de kapel ingeschreven in het rijksmonumentenregister.

## Bouwwerk
De bakstenen kapel met een hardstenen plint is opgetrokken op een rechthoekig grondplan en recht gesloten koor. De frontgevel en achtergevel zijn een hardstenen topgevel met schouderstukken en tussen deze gevels bevindt zich een met pannen gedekt verzonken zadeldak. In de frontgevel bevindt zich de rondboogvormige toegang, waarbij de bakstenen die de boog vormen om en om wit geschilderd zijn, waardoor de boog geaccentueerd wordt. Boven de ingang is een spreuk geplaatst.

GIJ CHRISTENEN
BIDT EN OFFERT HIER
TER ERE VAN MARIA
ANNA EN ANTONIUS
OPDAT DOOR DE VOOR-
SPRAAK DEZER HEILIGEN
ALLE KINDEREN
HET HEILIG DOOPSEL
MOGEN ONTVANGEN
— Spreuk boven de ingang van de kapel

Van binnen is de kapel wit gepleisterd. In de achterwand is een rechthoekige nis aangebacht met ervoor traliewerk en glas. In de nis staan de heiligebeeldjes van Anna, Maria met Jezus en Antonius Abt.